# Matteo di Borbone
Matteo di Borbone, detto il Gran Bastardo di Borbone (Forez, 1462 circa – Chambéon, 19 marzo 1504), è stato un nobile e condottiero francese. Fu un principe bastardo della fine del Medioevo e dell'inizio del Rinascimento, che servì sotto i re Carlo VIII e Luigi XII. Signore di Bouthéon e barone di La Roche-en-Régnier, fu anche governatore e ammiraglio della Guienna, maresciallo e siniscalco del Borbonese e forse governatore della Piccardia.

## Biografia
Fu il maggiore dei figli illegittimi del duca Giovanni II di Borbone e di Margherita di Bruant (o Brunant).
Nel 1486, Giovanni di Borbone lo nominò luogotenente generale di una compagnie d'ordonnance. In seguito divenne capitano di una compagnia di soldati.
Combatté nella Guerra folle (1485-1488), in particolare nel 1487 nella battaglia di Bethune sotto il comando del maresciallo Philippe de Crèvecœur, signore d'Esquerdes, e l'anno seguente nella battaglia di Saint-Aubin-du-Cormier (28 luglio 1488), che pose fine alla Guerra folle.
Durante la campagna napoletana di Carlo VIII[ nel 1494, fu uno degli otto ufficiali che accompagnarono il re come i Nove Prodi da lui nominati, con Matteo di Borbone che era il secondo in grado dopo il re. Il 6 luglio 1495 venne catturato dalle truppe della Lega Santa al comando di Francesco II Gonzaga nella battaglia di Fornovo. La sua liberazione richiese l'aiuto dello zio, il duca Pietro II di Borbone e del cugino Gilberto di Borbone-Montpensier, cognato del Gonzaga. Matteo tornò in Francia alla fine del 1495.
Sotto Luigi XII di Francia Matteo di Borbone prese parte alla seconda guerra d'Italia. Faceva parte del seguito quando il re entrò a Milano il 6 ottobre 1499. Nel 1503 fu uno degli esecutori testamentari dello zio, il duca Pietro II di Borbone; nello stesso anno, la zia Anna di Beaujeu, vedova di Pietro, lo nominò maresciallo e siniscalco dei Borboni.
Mathieu de Bourbon morì senza eredi il 19 marzo 1504 nel castello di Chambéon-en-Forez e fu sepolto nella Chiesa collegiale di Notre-Dame-d'Espérance a Montbrison.